# Jerzens
Jerzens – gmina w zachodniej Austrii, w kraju związkowym Tyrol, w powiecie Imst. Liczy 992 mieszkańców (1 stycznia 2015).
W Jerzens urodził się biskup Wabagu Hermann Raich SVD.